# 豊四季
豊四季（とよしき）は、千葉県柏市の地名。郵便番号277-0863。

## 地理
柏市西部に位置する。篠籠田・豊上町・新富町・南柏・富里・豊町・常盤台・豊住・今谷上町・南柏中央、流山市駒木・十太夫・西初石・市野谷・野々下・長崎・前ケ崎・名都借・松ケ丘・向小金と隣接する。

### 豊四季の小字
- 神山 - 諏訪神社～おおたかの森病院付近
- 向神山 - 神山西側、県道柏流山線北側
- 富士見台 - 向神山および県道柏流山線南側
- 三角 - 市立富士見保育園西側
- 向屋敷 - 豊四季駅南西側
- 道灌坂 - 豊四季駅前郵便局周辺
- 道灌堀 - 千葉銀行豊四季支店～マツモトキヨシ豊四季店付近
- 向道灌堀 - 県道柏流山線南側、柏ホンダサービスステーション～東武鉄道豊四季変電所
- 庚塚 - NTT東日本柏豊四季～庚塚緑地公園一帯
- 鞍掛 - 豊四季駅北西側
- 鞍林 - 豊四季駅北東側
- 姫宮 - 豊四季駅北、正満寺周辺
- 一本松 - 一本松稲荷神社～やまや豊四季店周辺
- 捕込 - 柏第二小学校周辺
- 八丈 - 豊四季中学校周辺
- 新宿 - 新富近隣センター～トッパン建装プロダクツ～流山市境まで
- 笹原 - 上記新宿南側一帯
- 弁天谷 - 弁天神社～弁天台グリーンハイツ～国道6号まで
- 低見台 - 低見台子どもの遊び場～豊小学校付近
- 新木戸 - 柏ヤングボウル東側一帯
- 中原 - 豊町ふるさと会館周辺、旧水戸街道西側
- 向中原 - 上記中原、旧水戸街道東側
- 桑原 - JR南柏駅南西側
- 大椚 - ミーツ旭町店西側飛地の矮小地のみ残る　隣接する旭町地域分離前は旭町4～7丁目の大部分にあたる。
- 吉野沢 - 現在の柏市吉野沢、豊平町にあたる　※現存せず
- 上町 - 現在の柏市豊上町にあたる　※現存せず
- 中土手 - 現在の柏市新富町にあたる　※現存せず
- 乗馬ケ谷 - 現在の柏市末広町付近にあたる　※現存せず

### 地価
住宅地の地価は、2014年（平成26年）1月1日の公示地価によれば、豊四季1010番5の地点で14万4000円/m2となっている。

## 地名の由来
豊四季駅周辺一帯は、明治時代に政府の命を受けた三井財閥系の開墾会社によって開拓された13の入植地のうちの一つで4番目の入植地となったため、「豊四季」の地名が付けられた。駅名はその地名に由来する。
13の入植地は、初富（鎌ケ谷市）、二和、三咲（以上船橋市）、五香、六実（以上松戸市）、七栄 （富里市）、八街（八街市）、九美上（香取市）、十倉（富里市）、十余一（白井市）、十余二（柏市）、十余三（成田市・多古町）の順に続く。

## 世帯数と人口
2017年（平成29年）10月31日現在の世帯数と人口は以下の通りである。
| 大字   | 世帯数    | 人口     |
| ------ | --------- | -------- |
| 豊四季 | 9,420世帯 | 21,578人 |

## 小・中学校の学区
市立小・中学校に通う場合、学区は以下の通りとなる。
| 番地 | 小学校             | 中学校             |
| --- | ------------------ | ------------------ |
| 1～120番地、122～138番地、141～143番地、147～148番地 161～162番地、167番地、174～175番地、180番地、196番地 204～205番地、212番地、215番地、225番地、235～236番地 238～239番地、248番地、 251～254番地、255番地5 256～270番地 、272番地、274～304番地、307～318番地 327～392番地、432～445番地、447～449番地、470～491番地 498～507番地、945～946番地、1001～1013番地 | 柏市立柏第二小学校 | 柏市立豊四季中学校 |
| 406番地、408番地、415～427番地、429番地、491～498番地 | 柏市立旭小学校     | 柏市立豊四季中学校 |
| 121番地、140～141番地、146～159番地、179番地 182～185番地、190～191番地、197～204番地、206～211番地 213～214番地、220～224番地、226～234番地、237番地 240～247番地、249～254番地、255番地（255番地5を除く。） 257～261番地、266～268番地、271番地、273番地、277番地 280番地、284番地、287番地、303～306番地                                                          | 柏市立柏第六小学校 | 柏市立柏第三中学校 |
| 211番地、216～219番地 | 柏市立柏第七小学校 | 柏市立柏第三中学校 |
| 508～510番地、512番地 | 柏市立光ケ丘小学校 | 柏市立光ケ丘中学校 |
| 511番地、513～816番地、947～975番地 | 柏市立豊小学校     | 柏市立中原中学校   |

## 交通

### 鉄道
東武野田線豊四季駅が置かれている。ただし、広範囲にわたり、飛び地も存在するため、JR常磐緩行線南柏駅や、東武野田線新柏駅が近い地区もある。

## 施設
- 柏市立豊四季中学校
- 柏市立柏第二小学校
- 柏市立豊小学校
- 柏市立図書館新富分館
- 広島建設本社
- 山崎帝國堂